# Anopheles hughi
Anopheles hughi är en tvåvingeart som beskrevs av Lambert och Maureen Coetzee 1982. Anopheles hughi ingår i släktet Anopheles och familjen stickmyggor. Inga underarter finns listade i Catalogue of Life.